# Kerstin Thiele
Kerstin Thiele (Riesa, 26 d'agost de 1986) és una esportista alemanya que competeix en judo.
Va participar en els Jocs Olímpics de Londres 2012, obtenint una medalla de plata en la categoria de –70 kg. Va guanyar dues medalles en el Campionat Europeu de Judo, plata en 2009 i bronze en 2008.

## Palmarès internacional
| Jocs Olímpics     | Jocs Olímpics         | Jocs Olímpics | Jocs Olímpics |
| Any               | Lloc                  | Medalla       | Categoria     |
| ----------------- | --------------------- | ------------- | ------------- |
| 2012              | Londres ( Regne Unit) | 2             | –70 kg        |
| Campionat Europeu |                       |               |               |
| Any               | Lloc                  | Medalla       | Categoria     |
| 2008              | Lisboa ( Perú)        | 3             | –70 kg        |
| 2009              | Tiflis ( Geòrgia)     | 2             | –70 kg        |